# Política de defensa

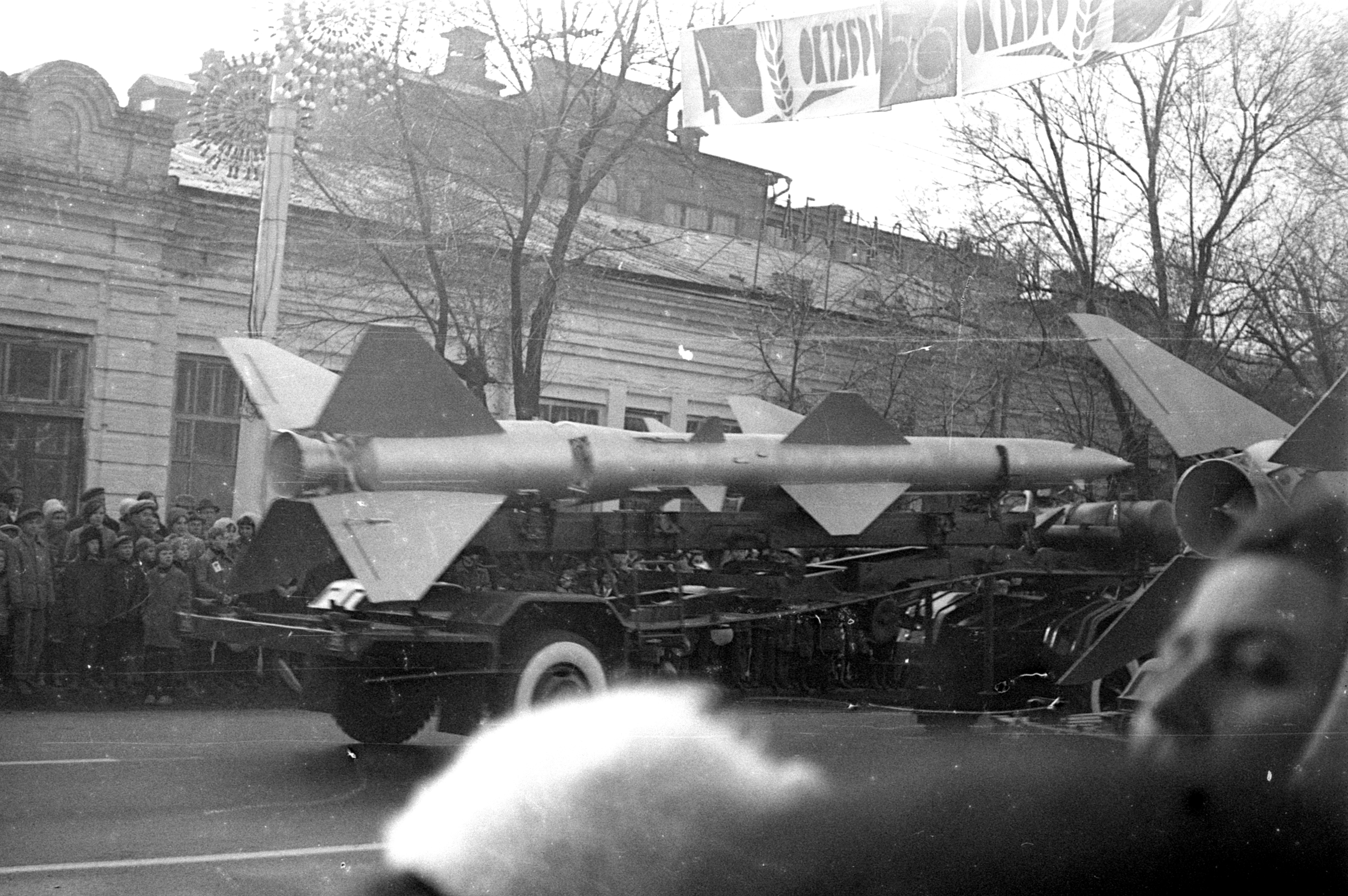
Desfile militar, en el que se exhibe armamento. El dimensionamiento y la equipación del ejército son aspectos importantes de la política de defensa.

La política de defensa (también llamada política de seguridad o, menos habitualmente, política militar) es la  política pública de un Estado en relación con las posibles amenazas exteriores y con el ámbito militar. Comprende las medidas e iniciativas que los gobiernos toman o se abstienen deliberadamente de tomar (por ejemplo, abstenerse de participar en una alianza militar) en relación con la elección de países aliados, el señalamiento de otros como adversarios u hostiles, el dimensionamiento y organización de las fuerzas armadas nacionales, cuándo comprometerlas en conflictos armados o en misiones de paz, etc. El Ministerio de Defensa de España la define como «la determinación de los objetivos de la defensa nacional y los recursos y acciones necesarias para obtenerlos».
La política de defensa se utiliza para garantizar la conservación de la independencia de un Estado (por ejemplo, mantener un ejército suficiente para evitar ser invadido por otro) y el alivio de las dificultades impuestas por actores externos hostiles y agresivos (por ejemplo, protección de rutas comerciales amenazadas por piratas). La política de defensa suele canalizarse a través del Ministerio de Defensa (u órgano equivalente).

## Objetivo
La política de defensa identifica posibles amenazas basándose en análisis de inteligencia y define el alcance militar de la seguridad nacional, las alianzas defensivas, la preparación para el combate, la organización militar de las fuerzas nacionales y su uso de la tecnología militar.
La política militar nacional define la estrategia de defensa nacional, el "cuándo" comprometer las fuerzas armadas nacionales. También define la postura estratégica, el "cómo", ante posibles amenazas al territorio nacional, su sociedad, medio ambiente y economía, y describe las opciones disponibles para hacer frente a dichas amenazas. Cuantas más opciones ofrece una política militar al Gobierno, mejor se la considera en su formulación. La postura estratégica, a su vez, define la doctrina militar de las fuerzas armadas. Esta doctrina puede incluir enfrentar amenazas a intereses nacionales ubicadas fuera del territorio nacional, como las rutas marítimas. 
La estrategia de defensa y la doctrina militar se desarrollan a través de la capacitación del personal militar, la contratación (o licenciamiento) de este personal, la adquisición (o descarte) de material militar, la construcción (o demolición) de infraestructuras militares y la participación en iniciativas multinacionales de defensa (o la salida de aquellas en las que se encuentre el país).

## Desarrollo
Una política militar se desarrolla a través de la toma de decisiones organizativas importantes, incluida la identificación de prioridades y diferentes alternativas, como programas de personal, tecnología de defensa o prioridades presupuestarias, y la elección entre ellas. Las políticas de defensa pueden entenderse como los mecanismos financieros y administrativos para alcanzar objetivos militares explícitos. 
El término "objetivo militar" suele usarse habitualmente en un contexto de guerra para designar una población que debe ser conquistada o una infraestructura que debe ser destruida, pero puede haber objetivos militares en tiempo de paz que no implican ninguna hostilidad hacia países vecinos, por ejemplo conseguir un sistema de comunicación militar fiable.

## Aplicaciones
La política de defensa puede explicitar algunos de sus objetivos con declaraciones sobre preparación para el combate, organización militar, relaciones político-militares (control civil de los militares), papel de las fuerzas armadas, mando y control, inteligencia y contrainteligencia militar, diplomacia de defensa, capacidad de defensa en términos de tecnología, movilidad, material y logística, obsolescencia de bloques (por ejemplo, un tipo de misil deviene obsoleto al surgir contramedidas muy eficaces, y entonces los helicópteros equipados con dicho misil también se vuelven obsoletos; se pueden equipar con otros misiles, pero quizá pesan más y hay que cambiar tantos aspectos que puede salir más barato adquirir otros helicópteros), profesionalismo (grado en que el personal se nutre del servicio militar obligatorio o de militares profesionales) y entrenamiento, reclutamiento, cambio social en el ejército, fuerzas permanentes, fuerzas militares de reserva o reclutamiento. Otros objetivos de la política de defensa de un determinado país pueden permanecer secretos.
La política militar, mucho más general y amplia, que se sigue tanto en situaciones de paz como de conflicto, difiere de las reglas de enfrentamiento, mucho más concretas y circunscritas a situaciones bélicas, que determinan cuándo, dónde y cómo las unidades sobre el terreno deben utilizar la fuerza militar.